# Bernd Gerdes
Bernd Gerdes (* 3. November 1989 in Cloppenburg) ist ein deutscher Fußballspieler. Er wird im defensiven Mittelfeld eingesetzt und war von 2012 bis 2016 beim BV Cloppenburg unter Vertrag.

## Laufbahn
Gerdes begann das Fußballspielen beim BV Kneheim, bevor er 2001 zum BV Cloppenburg wechselte, wo er sich bereits als Jugendspieler in der ersten Herrenmannschaft durchsetzte. So erreichte er mit seinem Verein 2007/08 die Qualifikation für die Regionalliga, in der er als Stammspieler 32 Partien absolvierte und vier Tore erzielte. Gleichwohl stieg er mit dem BVC ab.
In der Folgesaison 2009/10 verpflichtete ihn Werder Bremen für das in der 3. Liga spielende Reserveteam. Er gab am 25. Juli 2009 sein Profiligadebüt, als er beim torlosen Heim-Unentschieden gegen den FC Rot-Weiß Erfurt durchspielte. Insgesamt kam er auf 30 Einsätze, wobei er je 15-mal eingewechselt wurde und 15-mal von Anfang an spielte. 2011 brachte er es auf 20 Einsätze, in denen er wie in der Vorsaison ohne Torerfolg blieb; er schaffte mit den Werderanern als Vorletzter den Klassenerhalt, da zwei besserplatzierte Teams keine neue Lizenz erhielten.
Zur Saison 2011/12 wechselte Gerdes zum KSV Hessen Kassel in die Regionalliga Süd. Er gab sein Debüt am ersten Spieltag gegen den SC Freiburg II, als er von Trainer Christian Hock in die Startelf gestellt wurde.
Zur Saison 2012/13 wechselte er wieder zu seiner alten Spielstätte BV Cloppenburg zurück in die Regionalliga Nord. Sein Debüt beim BVC gab Gerdes beim 1. Spieltag der Regionalliga Nord gegen FC St. Pauli II, das der BVC mit 2:4 verlor. Im 4. Spiel gegen den Goslarer SC 08 erzielte er sein 1. Saisontor für den BV Cloppenburg und auch sein erstes seit über 3 Jahren. Am Ende gewann der BVC klar und deutlich mit 5:1.